# Faro Punta Mogotes
El faro Punta Mogotes es un faro que se encuentra en Mar del Plata, Argentina. Durante la última dictadura cívico-militar funcionó como un centro clandestino de detención y actualmente sirve como un museo para la promoción y memoria de los derechos humanos.

## Geografía de la zona
El Faro Punta Mogotes se ubica al sur de Punta Cantera, en la costa de la ciudad de Mar del Plata promontorio que se desliza dentro del Mar Argentino, del sistema orográfico de las Sierras de Tandilia, que desde el centro sur de la provincia de Buenos Aires, avanza hacia el este ingresando al Mar Argentino, a la altura de la mencionada ciudad. 
La zona tiene pequeños cerros aplanados, sin puntas, originarios de la Era Terciaria; estas estribaciones se denominan "mogotes" al adentrarse también bajo las aguas del mar. Así surge el nombre Punta Mogotes y del faro. 
Antes de 1880, la región se llamaba "Lobería Grande", por las grandes colonias de lobos marinos allí establecidas.
La zona de playas y el barrio aledaño al faro se denominan "Barrio Faro Norte" y las playas y el barrio que se ubican al sur del mismo se llaman " Barrio Alfar", constituyendo actualmente una reserva forestal.

## Datos básicos
- Ubicación: Lat 38º 05' 32" S, Long 57º 32 28" W
- Construcción: en Buenos Aires
- Empresa: Arqs. Barbier, Benard y Turenne
  - Antecedentes: también diseñaron los faros de Punta Médanos, Recalada y Monte Hermoso
- Ensamble: estructura traída desarmada y ensamblada en 1890 por la misma empresa y el constructor Pedro Besozzi
- Inauguración: 5 de agosto de 1891
- Sitio: 1 ha donada por Jacinto Peralta Ramos, hijo del fundador de Mar del Plata: Patricio Peralta Ramos
- Estructura: torre metálica, con chapas de hierro de 6 mm
  - Ensamble: remaches e hierros angulares y perfiles "U"
  - Apoyo: base de piedra
  - Estructura central: 35,50 m de altura, forma tronco cónica
  - Garita: cilíndrica vidriada para la linterna
  - Iluminación: 4 paneles con 8 lámparas cada uno de 230 W, dos paneles encendidos y el resto en reserva
  - Alcance: 45 km
  - Frecuencia de destellos: 1,5 s, eclipse 17,5 s
  - Pintado: 5 franjas blancas y rojas; y base gris claro
- Radiofaro: de 1934, emite las letras "PM" en código Morse y una señal de ajuste

## Sala Histórica
Dentro de las instalaciones del Faro Punta Mogotes se encuentra una Sala Histórica. Se concibió a manera de reconocimiento por el Servicio de Hidrografía Naval, por la contribución que el centenario  faro dio a la comunidad marítima marplatense y a los navegantes en general, acción respaldada por la Ordenanza Municipal 10.075, del Partido de General Pueyrredón, Provincia de Buenos Aires, que lo designó como de "Interés Patrimonial", en 1997.
En marzo de 2015 se sancionó la Ley 27.127 que declara lugar histórico nacional al predio ubicado sobre el Paseo Costanero ‘Arturo Illia’, Punta Mogotes, coincidente con la ruta provincial N.º 11, que une la ciudad de Mar del Plata con la ciudad de Miramar, bordeando la costa del océano Atlántico y que se identifica dentro del partido de General Pueyrredón, designado catastralmente como circunscripción IV, sección Y, fracción I, parcelas 4 y 5.
Desde septiembre de 2014 funciona en el predio del Faro el Espacio para la Memoria y la Promoción de los Derechos Humanos ex ESIM (Escuela de Suboficiales de Infantería de Marina). Está habilitado para visitas guiadas y autoguiadas el edificio que funcionó como Centro Clandestino de Detención en la última dictadura cívico - militar de 1976,.